# Tom Lund (formand)
 Der er flere personer med dette navn, se Tom Lund.
Tom Axel Lund (født 23. maj 1947 i Gentofte) er en dansk forhenværende underdirektør for PBS/Nets og formand for Danmarks Cykle Union.